# Benjamin Callins
Benjamin Callins es un actor de voz canadiense, conocido por su papel como Terry en la serie de Netflix The Dragon Prince.

## Carrera
Benjamin se dio a conocer en un primer lugar a través de sus covers de canciones de películas musicales, que comenzó a publicar en la plataforma YouTube.
En 2022 se unió al reparto de la serie animada de  Netflix The Dragon Prince en su cuarta temporada, en el papel de Terry. Repitió su papel en la quinta y la sexta temporada de la serie.
En 2023 protagonizó el cortometraje animado The Curse, dirigido por Jae Yoo. En noviembre de ese mismo año se vio envuelto en una polémica a través de redes sociales tras acusar a la compañía de doblaje Viz Media de racismo, después de que esta anunciara que Wendee Lee remplazaría a Anairis Quiñones en el papel de Yoruichi Shihōin en el anime Bleach: La guerra sangrienta de los mil años.

## Filmografía

### Cine
| Año  | Título    | Papel    | Notas          |
| ---- | --------- | -------- | -------------- |
| 2022 | Cyclone   | Hazel    | Película de TV |
| 2023 | The Curse | Wheatley | Cortometraje   |

### Televisión
| Año       | Título             | Papel        | Notas        |
| --------- | ------------------ | ------------ | ------------ |
| 2022-2024 | The Dragon Prince  | Terry        | 17 episodios |
| TBA       | My Friend, Fabien! | Fabien Adams | TBA          |

### Podcast
| Año  | Título                              | Papel    | Notas      |
| ---- | ----------------------------------- | -------- | ---------- |
| 2023 | Unwell, a Midwestern Gothic Mystery | La Mujer | 1 episodio |